# Silpha olivieri
Silpha olivieri es una especie de escarabajo carroñero del género Silpha, categorizada en la tribu Silphini, de la subfamilia Silphinae. Fue descrita por Bedel en 1887.

## Distribución
Se distribuye por África: Argelia, Marruecos, Túnez y Europa: Córcega, Francia e Italia (Cerdeña, Sicilia).